# Cyphostemma jiguu
Cyphostemma jiguu är en vinväxtart som beskrevs av B. Verdcourt. Cyphostemma jiguu ingår i släktet Cyphostemma och familjen vinväxter. Inga underarter finns listade i Catalogue of Life.